# انت چارلز
انت چارلز (انگلیسی: Annette Charles; ۵ مارس ۱۹۴۸ – ۳ اوت ۲۰۱۱) یک هنرپیشه اهل ایالات متحده آمریکا بود.

## گزیده فیلمشناسی
از فیلم‌ها یا برنامه‌های تلویزیونی که وی در آن نقش داشته‌است می‌توان به آثار زیر اشاره کرد.
- لاتینو (فیلم) (۱۹۸۵)
- گریس (فیلم) (۱۹۷۸)
- زن بیونیک (۱۹۷۶)
- وضعیت اضطراری! (۱۹۷۲)
- بونانزا (۱۹۷۲)
- دود اسلحه (۱۹۷۰)
- راهبه پرنده (۱۹۷۰)
- چاپارل (مجموعه تلویزیونی) (۱۹۶۸)